# BMW R 1150 RS
Die BMW R 1150 RS ist ein sportliches Tourenmotorrad der Bayerischen Motorenwerke mit dem typischen 2-Zylinder-Boxermotor. Die Federung kann vorn und hinten individuell eingestellt und den Wünschen des Fahrers angepasst werden, je nachdem, ob sportliches oder komfortables Fahren bevorzugt wird. Sitzhöhe, Lenkerstellung, Windschild und Handbremshebel lassen sich ebenfalls verstellen. Der Sporttourer hat mehrere mechanisch bauähnliche Schwestermodelle mit weitgehend identischem Motor und unterschiedlicher Fahrwerksauslegung sowie Ausstattung: das Naked Bike R 1150 R, den Reise-Tourer R 1150 RT und die Reiseenduro R 1150 GS / Adventure.

## Allgemeines
Die R 1150 RS löste mit dem Modelljahr 2001 die R 1100 RS ab. Optisch wurden bis auf neue Lackierungsvarianten kaum Veränderungen vorgenommen. Die Motorleistung wurde von 66 auf 70 kW (90 zu 95 PS) geringfügig erhöht; der Hubraum erfuhr ebenfalls eine marginale Erweiterung von 1085 cm³ auf 1130 cm³.
Die RS übernimmt die neue Bremsentechnologie der R 1150 RT. Das bis dahin verbaute ABS II wurde durch das Integral-ABS ersetzt, welches es in zwei Versionen gab, als Teil- und als Vollintegral-ABS. Die RS kam ab Werk mit der teilintegralen Variante, bei der mit dem Handbremsgriff beide Räder gebremst werden, mit der Fußbremse jedoch nur das Hinterrad.

## Technische Daten

### Motor
Der luft- und ölgekühlte Boxermotor ist längs eingebaut und erzeugt eine Nennleistung von 70 kW (95 PS). Jeder Zylinder des Viertaktmotors verfügt über zwei Einlass- und zwei Auslassventile sowie eine hochliegende, kettengetriebene Nockenwelle und Kipphebel. Die Modelle ab 2002 haben eine Doppelzündung mit zwei Zündkerzen pro Zylinder zur Verbesserung des Laufverhaltens und der Abgasemissionen. Der Zweizylindermotor hat eine elektronische Saugrohreinspritzung, eine digitale Motorsteuerung, einen geregelten Dreiwegekatalysator, eine Nasssumpf-Druckumlaufschmierung, Transistorzündung, eine 12 Volt Starterbatterie mit einer Kapazität von 19 Ah und einer Lichtmaschine mit 700 Watt Leistung.

### Kraftübertragung
Der Primärantrieb erfolgt über Zahnräder, der Sekundärantrieb über eine Doppelgelenkwelle (Paralever-Kardan). Die Einscheiben-Trockenkupplung wird hydraulisch betätigt. Das Getriebe hat sechs Gänge, wobei der letzte Gang als Overdrive ausgelegt ist.

### Fahrwerk
Die Motor-Getriebe-Einheit ist mittragend ausgebildet und lagert die Vorderradführung (Telelever). Der Vorderrahmen besteht aus Aluminiumguss, der Heckrahmen aus Stahl; die vordere Telelever-Gabel hat 35 mm Standrohrdurchmesser und 120 mm Federweg, die hintere Aluminium-Einarmschwinge mit Paralever-Momentabstützung hat ein Zentralfederbein und 135 mm Federweg. Die Federvorspannung ist hydraulisch verstellbar, die Zugstufe ist stufenlos einstellbar. Das Motorrad hat Gussräder aus Leichtmetall, die Felgengröße beträgt vorn 3,50×17 und hinten 5,00×17. Am Vorderrad verzögern zwei Vierkolben-Festsattel-Scheibenbremsen mit 320 mm Durchmesser, hinten wirkt eine Zweikolben-Schwimmsattelbremse mit 276 mm Durchmesser.

## Wartungshinweis
| Kraftstoff: Superplus/Super 95 Oktan               | Verbrauch: 5,5 l/100 km bei 120 km/h         | Tankvolumen: 22,5 Liter      |
| Bohrung: 101 mm                                    | Hub: 70,5 mm                                 | Verdichtung: 11,3 : 1        |
| Bereifung vorne: 120/70 ZR 17                      | Bereifung hinten: 170/60 ZR 17               | Zuladung: 204 kg             |
| Fahrwerk: mittragende Motor-Getriebe-Einheit       | Fahrwerk: mittragende Motor-Getriebe-Einheit | Gewicht (fahrbereit): 246 kg |
| Ähnliche Modelle: BMW R 1150 ST, Triumph Sprint ST |                                              |                              |